# مجموعات الخمس
تُعرف مجموعات الخمس (Blocks of Five) بأنها مجموعات الناخبين الذين باعوا أصواتهم لصالح الحزب الجمهوري بأمريكا في الانتخابات الرئاسية الأمريكية لعام 1888 م.

## الخلفية
في العصر المُذهب (عصر الانحدار وتفشي الفساد المالي والمضاربات الرأسمالية)، وقبل اعتماد الاقتراع السري في الانتخابات الفيدرالية، طبعت الأحزاب السياسية بطاقات الاقتراع ووزعتها على الناخبين، الذين أدلوا بها أصواتهم ووضعوها في مراكز الاقتراع الخاصة بهم. وقد أرسل المسؤول عن حملة الجمهوريين ويليام ويد دودلي نشرة في 24 أكتوبر، 1888 إلى مسؤولي الجمهوريين بإنديانا، يخبرهم فيها بضرورة "تقسيم العوام [بائعو الأصوات] إلى مجموعتين من خمسة"، فضلاً عن تعيين قائد محل ثقة تقدم له الأموال لدفعها في مقابل شراء الأصوات.
وقد تم كشف الخطة عندما اكتشف مسؤول السكة الحديد محتوى هذه النشرة، ومن ثم تم نشرها في وقت لاحق. وعلى أي حال، فقد تم انتخاب المرشح الجمهوري بنجامين هاريسون. ويعود الفضل في تشجيع الولايات المتحدة على تبني منهج الاقتراع السري إلى الإعلان عن هذا التزوير الفاضح.